# Theodor von Dietel
Theodor von Dietel (bis zur Adelserhebung 1892: Theodor Dietel) (* 16. Dezember 1830 in Zeulenroda; † 17. September 1900 in Greiz) war ein deutscher Richter, Verwaltungsbeamter und Politiker.

## Familie
Theodor Dietel war der Sohn des Oberlehrers aus Zeulenroda Heinrich Gottlob Dietel und dessen Ehefrau Caroline geborene Feske aus Greiz. Er war evangelisch-lutherischer Konfession und heiratete am 13. Juli 1856 in Crispendorf Marie Charlotte von Geldern-Crispendorf (* 18. November 1832 in Crispendorf; † 12. November 1916 in Dresden), die Tochter des Regierungsrates, Konsistorialadvokaten und Rittergutsbesitzers August von Geldern-Crispendorf (1791–1835). Die Brüder der Ehefrau, Richard von Geldern-Crispendorf und Bruno von Geldern-Crispendorf, wurden ebenfalls Abgeordnete. Aus der Ehe gingen drei Kinder hervor:
- August Heinrich Paul (* 1859), Hauptmann und Mitbesitzer des Ritterguts Crispendorf
- Woldemar Albin (* 1861), Rittergutsbesitzer, Landrat und Abgeordneter
- Alma Marie (* 1862), Mitbesitzerin des Ritterguts Crispendorf, heiratete den sächsischen Senatspräsidenten am Oberlandesgericht Georg Marezoll

## Leben
Dietel besuchte 1842 bis 1849 das Gymnasium Thomasschule in Leipzig und studierte dann 1849 bis 1852 Staats- und Rechtswissenschaften in Leipzig. Ab dem 21. November 1852 war er Akzessist bei der Regierungs- und Konsistorialkanzlei in Greiz und seit dem 5. September 1894 Aktuar beim Justizamt Burgk. Zum 1. Juli 1862 wurde als zweiter Aktuar mit dem Titel eines Kriminalgerichtssekretärs an das Kriminalgericht Greiz versetzt, wo er am 27. September 1865 zum Kriminalassessor befördert wurde. Im Rahmen der Reorganisation der Gerichts- und Verwaltungsstruktur 1868 wurde er Justizamtmann. Ab 1872 trug er den Titel eines Rats, ab dem 13. Dezember 1876 eines Justizrats. Mit der Bildung des Landgerichtes Greiz wurde er dort zum 1. Oktober 1879 Landrichter, ab dem 2. Januar 1880 mit dem Titel Landgerichtsrat.
Am 16. Februar 1882 wurde er kommissarisch und am 1. Oktober 1883 definitiv zum Landrat im Landkreis Greiz ernannt. Vom 1. November 1893 bis zum 17. September 1900 war er Regierungs- und Konsistorialpräsident, also Leiter der fürstlichen Landesregierung.

## Abgeordneter
Dietel war vielfach Abgeordneter im Greizer Landtag. Zunächst gehörte er dem Landtag vom 21. Juli 1870 und vom 5. bis 10. Dezember 1870 als Stellvertreter von Richard von Geldern-Crispendorf an. 1874 bis 1876 war er einer der vom Fürsten ernannten Abgeordneten und von 1877 bis 1893 in allgemeinen Wahlen im Wahlkreis 7 gewählter Abgeordneter. Er war mehrfach Vizepräsident des Landtags und ab 1892 Alterspräsident.
Er vertrat konservative Positionen und war ab 1876 Mitglied der Deutschkonservativen Partei. Für diese kandidierte er erfolglos im Reichstagswahlkreis Reuß älterer Linie.

## Auszeichnungen
- 18. Dezember 1889: Geheimer Hofrat
- 29. Juni 1894: Wirklicher Geheimer Rat mit dem Prädikat Exzellenz
- 28. März 1893: Erhebung in den reußischen Adelsstand als von Dietel
- 11. Mai 1905: Anerkennung des Adelsstand durch den sächsischen König.